# Lượng từ (logic)
Trong các ngôn ngữ tự nhiên, một lượng từ biến một câu về một cái gì đó có một tính chất nhất định thành một câu về một số lượng những cái đó có tính chất đó. Ví dụ về lượng từ là"tất cả", "một số", "nhiều", "vài", "hầu hết" và "không"; ví dụ về các câu lượng từ hóa là "tất cả mọi người đều sẽ chết", "một số người sẽ chết" và "không có ai sẽ chết", chúng được coi là đúng, đúng và sai tương ứng.
Trong logic toán, đặc biệt là logic bậc nhất, một lượng từ có nhiệm vụ tương tự, tác động lên một phát biểu toán học.
Chính xác hơn, một lượng từ xác định số lượng các mẫu trên một miền diễn ngôn thỏa mãn một biểu thức mở. Hai lượng từ hay dùng nhất là "với mọi" {\displaystyle \forall } và "tồn tại" {\displaystyle \exists }.
Một biểu thức bắt đầu bằng một lượng từ được gọi là một biểu thức lượng từ hóa. Một lượng từ yêu cầu phải có một biến, biến đó bị chặn bởi lượng từ đó.